# كيوسيرا
كيوسيرا كوربوريشن (Kyocera Corporation) هي شركة متعددة الجنسيات مقرّها في كيوتو، باليابان. تقوم الشركة بتصنيع منتجات متنوعة مثل الطابعات وأجهزة التصوير المكتبية ومعدات الاتصالات ومكونات أشباه الموصلات، ومنتجات السيراميك، ونظم الخلايا الشمسية وأدوات القطع فضلاً عن مكونات للمعدات الطبية.

## تاريخ

### الأصول حتى 2000
كان منتج كيوسيرا الأصلي عازلًا خزفيًا معروفًا باسم «كيليما» لاستخدامه في أنابيب الصور التلفزيونية. قامت الشركة بسرعة بتكييف تقنياتها لإنتاج مجموعة موسعة من مكونات السيراميك للتطبيقات الإلكترونية والهيكلية. في الستينيات من القرن الماضي، عندما أدى برنامج الفضاء التابع لوكالة ناسا، وولادة وادي السيليكون، والتقدم في تكنولوجيا الكمبيوتر إلى زيادة الطلب على الدوائر المتكاملة لأشباه الموصلات (ICs) ، طورت كيوسيرا حزم أشباه الموصلات الخزفية التي لا تزال من بين خطوط إنتاجها الأساسية اليوم.
في منتصف السبعينيات، بدأت كيوسيرا في توسيع تقنياتها المادية لإنتاج مجموعة متنوعة من منتجات السيراميك التطبيقية، بما في ذلك الوحدات الكهروضوئية الشمسية. أنظمة استبدال الأسنان والمفاصل المتوافقة حيوياً ؛ أدوات القطع الصناعية السيراميك الاستهلاكي، مثل سكاكين المطبخ ذات الشفرات الخزفية وأقلام الحبر ذات الرؤوس الخزفية ؛ والأحجار الكريمة المزروعة في المختبر، بما في ذلك الياقوت والزمرد والياقوت الأزرق والأوبال والكسندريت وبادبارادشا إتش إس.
استحوذت الشركة على تقنيات تصنيع المعدات الإلكترونية والاتصالات اللاسلكية في عام 1979 من خلال استثمار في مؤسسة سايبرنت للكترونيات، والتي تم دمجها في كيوسيرا في عام 1982. وبعد ذلك بوقت قصير، قدمت كيوسيرا أحد أوائل أجهزة الكمبيوتر المحمولة المحمولة التي تعمل بالبطاريات، والتي تم بيعها في الولايات المتحدة باسم تاندي موديل 100 ، والتي تضمنت شاشة LCD وإمكانية نقل بيانات مودم الهاتف.
حصلت كيوسيرا على تقنيات بصرية من خلال الاستحواذ على شركة ياشيكا المحدودة في عام 1983 ، جنبًا إلى جنب مع اتفاقية الترخيص السابقة لـ ياشيكا مع كارل زايس ، وتصنيع الكاميرات الرقمية والأفلام تحت كيوسيرا وياشيكا و كونتاكس الأسماء التجارية حتى عام 2005 ، عندما أوقفت الشركة جميع إنتاج الأفلام والكاميرات الرقمية.
في الثمانينيات، قامت شركة كيوسيرا بتسويق مكونات الصوت، مثل مشغلات الأقراص المضغوطة ، أجهزة الاستقبال ، الأقراص الدوارة ، و مجموعة الكاسيت. تتميز هذه العناصر الفريدة، بما في ذلك المنصات القائمة على السيراميك من كيوسيرا، والتي يبحث عنها هواة الجمع حتى يومنا هذا. في وقت ما، امتلكت كيوسيرا العلامة التجارية الشهيرة كي إل كيه التي أسسها هنري كلوس ، على الرغم من أن كلوس وموظفي التصميم والهندسة الأصليين كامبريدج تركوا الشركة بحلول وقت شراء كيوسيرا. في عام 1989 ، توقفت كيوسيرا عن إنتاج مكونات الصوت وسعت إلى شراء مشتر للعلامة التجارية كي إل كيه .
في عام 1989 ، استحوذت شركة كيوسيرا على شركة إلكو كوربراشن، وهي شركة تصنيع الموصلات الإلكترونية. في عام 1990 ، توسعت عمليات كيوسيرا العالمية بشكل كبير مع إضافة أيه في أكس كوربراشن، وهي شركة تصنيع عالمية للمكونات الإلكترونية السلبية، مثل مكثفات رقاقة السيراميك، والمرشحات ومثبطات الجهد.
أدى التوسع في مبيعات منتجات الطاقة الشمسية الكهروضوئية إلى قيام الشركة بإنشاء شركة كيوسيرا للطاقة الشمسية في اليابان في عام 1996 ، وشركة كيوسيرا للطاقة الشمسية في الولايات المتحدة في عام 1999.
في 4 أغسطس 1999 ، أكملت كيوسيرا اندماجها مع شركة شركة جولدن جينيسيس (ناسداك: GOOG) لتكامل أنظمة الطاقة الشمسية. 

### من 2000 حتى الآن
في يناير 2000 ، استحوذت كيوسيرا على الشركة المصنعة لآلات التصويرشركة ميتا الصناعية المحدودة، وأنشأت شركة كيوسيرا ميتا ( كيوسيرا شركة حلول المستندات ) ، ومقرها أوساكا، اليابان، مع فروع في أكثر من 25 دولة.
في عام 2000 أيضًا، استحوذت كيوسيرا على عمليات تصنيع الهواتف المحمولة لشركة كوالكوم إنكوربوريتد لتشكيل شركة كيوسيرا وايرلس كورب. في عام 2003 ، أنشأت شركة كيوسيرا وايرلس كورب شركة كيوسيرا وايرلس إنديا (KWI) ، وهي شركة فرعية للهواتف المحمولة في بنغالور. أقامت KWI تحالفات مع العديد من اللاعبين الرائدين الذين يقدمون خدمات CDMA في الهند. كانت شركة كيوسيرا وايرلس كورب أول شركة جمعت بين إمكانات BREW وشاشات العرض الملونة الرائعة على أجهزة CDMA للمبتدئين، عندما عرضت الأجهزة التي تدعم BREW في مؤتمر BREW 2003 للمطورين. في عام 2008 ، استحوذت كيوسيرا على سانيو موبايل ‏ ، قسم الهاتف المحمول لشركة شركة سانيو للكهرباء المحدودة. والعمليات المرتبطة بها في اليابان والولايات المتحدة وكندا.
في أبريل 2009 ، كشفت كيوسيرا النقاب عن هاتفها المفهوم إي أو أٍس (EOS) في سي ـ] أي أيه ( CTIA) ، مع اوليد ثنائي عضوي باعث للضوء والذي يتم تشغيله بواسطة الطاقة الحركية من المستخدم. يحتوي النموذج الأولي للهاتف أيضًا على تصميم قابل للطي قادر على التحول إلى مجموعة متنوعة من الأشكال.  في عام 2009 ، باعت شركة كيوسيرا قسم البحث والتطوير الهندي (لاسلكيًا) إلى مايندتري المحدودة.
في مارس 2010 ، أطلقت كيوسيرا أول هاتف ذكي لها (Zio) منذ عام 2001 ، بعد التركيز على الهواتف منخفضة التكلفة.
في مارس 2010 ، أعلنت كيوسيرا عن اندماج شركتيها المملوكتين بالكامل: كيوسيرا وايرلس كورب ومقرها سان دييغو وكيوسيرا للاتصالات، وشركة. واستمرت المؤسسة المدمجة تحت اسم كيوسيرا للاتصالات، وشركة.
في يونيو 2010 ، استحوذت كيوسيرا على جزء من تصميم وتصنيع شاشات الكريستال السائل (LCD) لشاشات الترانزستور الرقيقة (TFT) لشركة شركة سوني موبايل ديسبلاي التابعة لشركة.
في أكتوبر 2010 ، استحوذت كيوسيرا على ملكية 100٪ من أسهم تي أيه TA Triumph-Adler AG (نورمبرج، ألمانيا) وحولت الشركة التابعة إلى تي أيه Triumph-Adler GmbH. توزع TA Triumph-Adler GmbH حاليًا أجهزة وبرامج الطباعة من كيوسيرا مع العلامات التجارية تي أيه داخل منطقة EMEA (أوروبا والشرق الأوسط وأفريقيا). يقع مقر شركة تي ايه في مدينة نورمبرج بألمانيا وشركة UTAX GmbH (شركة تابعة لشركة TA Triumph-Adler) في نوردرستيدت بألمانيا.
في يوليو 2011 ، استحوذت شركة كيوسيرا فينسيراميكس GmbH المملوكة بالكامل لشركة كيوسيرا ومقرها ألمانيا على ملكية 100 ٪ من الأسهم في شركة تصنيع وبيع أدوات القطع الصناعية ومقرها الدنمارك، يونميركو كروب A / S. تم تغيير اسم الشركة منذ ذلك الحين إلى كيوسيرا يونميركو A / S.
في فبراير 2012 ، أصبحت كيوسيرا هي المالك الإجمالي لشركة اوبتريكس مؤسسة، والتي أعيدت تسميتها لاحقًا باسم شركة كيوسيرا ديسبلاي.
في مارس 2016 ، استحوذت كيوسيرا على شركة أدوات قص دولية تسمى شركة أس جي أأس توول مقابل 89 مليون دولار.